# Ferdinand August Hommel

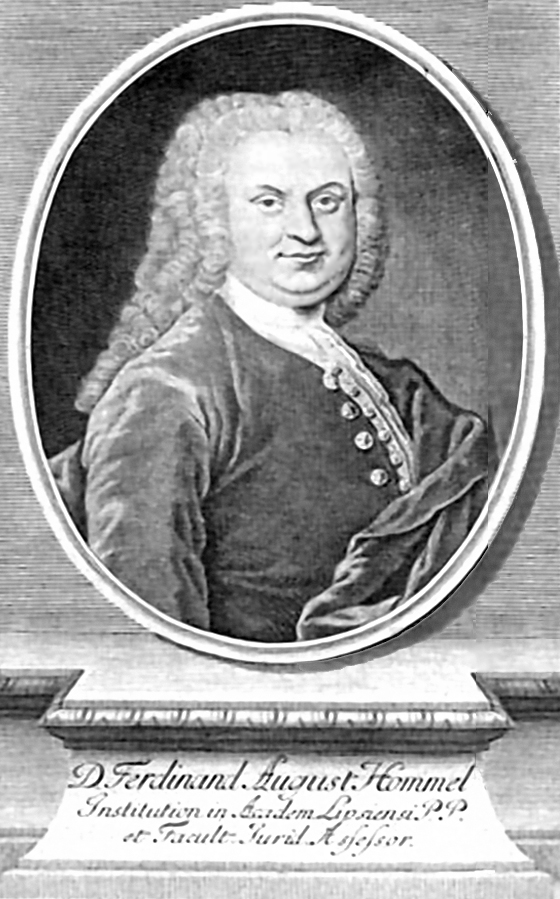
Ferdinand August Hommel

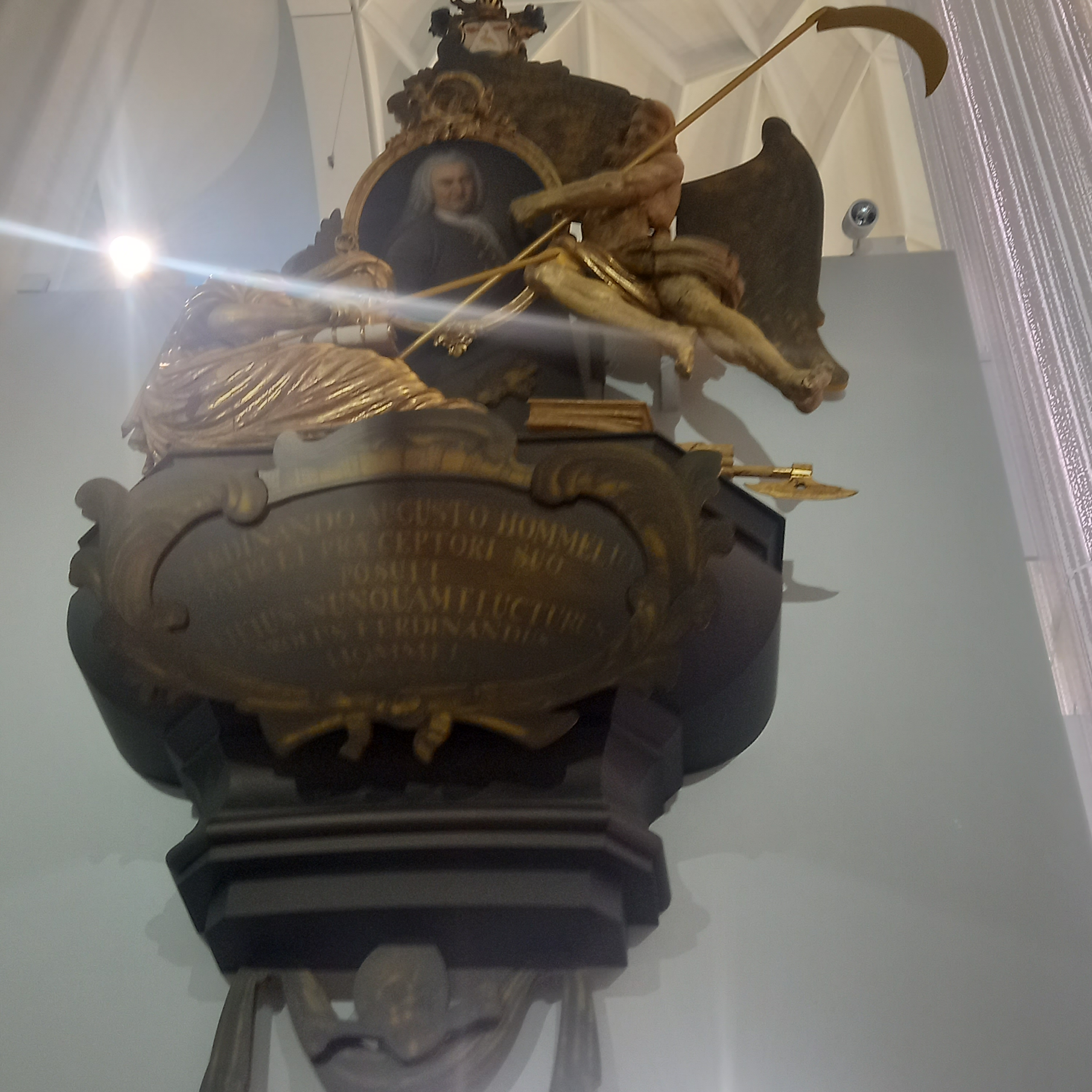
Epitaph von Ferdinand August Hommel in der Paulinerkirche (Leipzig)

Ferdinand August Hommel (* 3. Februar 1697 in Leipzig; † 16. Februar 1765 ebenda) war ein deutscher Rechtswissenschaftler.

## Leben
Ferdinand August war der Sohn des aus Weißenfels stammenden Prokurators am Leipziger Oberhofgericht Gottfried Hommel und dessen Frau, einer Tochter des Leipziger Bürgers Daniel Horneisen. Seinen ersten Unterricht hatte er von Privatlehrern erhalten. 1713 besuchte er die akademischen Vorlesungen an der Universität Leipzig bei Georg Philipp Olearius (1680–1741), Andreas Rüdiger (1673–1731), Johann Burckhardt Mencke, August Friedrich Müller, Lüder Mencke, Johann Friedrich Olearius (1679–1726), Christian Schön (1677–1755) und Johann Friedrich von Freiesleben (1690–1770).
So angeleitet erwarb er sich an der Hochschule seiner Heimatstadt 1717 den akademischen Grad eines Magisters der Philosophie. Im selben Jahr begab er sich an die Universität Halle, wo er den einflussreichen Unterricht von Christian Thomasius, Johann Peter von Ludewig, Justus Henning Böhmer, Nikolaus Hieronymus Gundling, Johann Gottlieb Heineccius und Jakob Friedrich Ludovici (1671–1723) erhielt. 1718 erwarb er sich in Leipzig die Vorleseerlaubnis als Magister legens und promovierte in Halle 1719 zum Doktor der Rechte.
Nachdem er eine Zeit lang als Privatdozent gewirkt hatte, habilitierte er sich 1721 an der Leipziger juristischen Fakultät, wählte 1722 die Universität Erfurt zu seinem Wirkungsort und kehrte 1725 wieder zur akademischen Vorlesetätigkeit nach Leipzig zurück. 1731 übertrug man ihm eine Stelle als Substitut Assessor im Schöppenstuhl, er wurde 1734 Professor mit dem Titel de verbb. Sign. Et reg. jur., erhielt 1736 eine Assessorenstelle an der juristischen Fakultät, war 1739 Professor der Instituten, wurde 1752 Appellationsrat und 1756 Professor der Pandekten. Hommel hatte sich an den organisatorischen Aufgaben der Leipziger Hochschule beteiligt und war im Wintersemester 1739/40 Rektor der Alma Mater.
Hommel war seit 1717 mit Johanna Rosina, der Tochter des Juristen Johann Heinrich Konhard, verheiratet. Aus dieser Ehe ist der Sohn, der Strafrechtsreformer Karl Ferdinand Hommel bekannt.

## Schriften
- Diss. (Praes. Chph. Dondorfio) de revocatione confessionis per tormenta extortae, von Widerrufung der Urgicht. Leipzig 1716 (Wahrscheinlich vom Präses)
- Diss. Idearum genuiua natura et indoles breviter explicata. Leipzig  1718
- Progr. de naevis quibusdam Rüdigerianis in doctrina de figuris syllogisticis. Leipzig  1718
- Diss. inaug. de victoria querelae inofficiosi tertio prosicua. Halle 1719
- Diss. qua omnem actionem confessoriam ex servitute, negatoriam vero ex libertate esse. Leipzig 1721
- Diss. I, Jurisprudentiae civilis Germanicae, ex legibus patriis, Romanis et Canonicis compilatae, continens Libr. I. Sect. I. Tit. I. II. III. Leipzig 1726 (Die Fortsetzung ist nicht erfolgt)
- Diss. de genuina uniorris prolium indole extra casum legis et observantiae specialis. Leipzig 1726
- Diss. de mutuo filii familias iam ante SCtum Macedonianum invalido. Leipzig 1726
- Diss. de his, quae ex officio seu gratis expedienda sunt ab Actuario; secundum Ordinationem Taxationis et Processus Saxonici novissimam. Leipzig 1727
- Diss. de differentia exigua inter testamentum militare et testamentum pagani in hostico conditum. Leipzig 1727
- Diss. de scriptura, eiusque  necessitate in testamento nuncupativo. Leipzig 1729
- Diss. de numero septenario testium in  testamentis. Leipzig 1731
- Diss. de usu hodierno patriae potestatis Romanae in soris Germaniae, speciatim Hamburgensi. Leipzig 1734
- Progr. an deceat JCtum rationes legum ignorare? Leipzig 1734
- Diss. Quinque iuris in re species, quas vulgo tradunt, res lemper tales esse, nec solas. Leipzig 1736
- Diss. de servitutis per pactum constitutione. Leipzig 1736
- Diss. de textu Novellarum originario coniecturae. Leipzig 1736
- Diss. de solennibus venditionum. Leipzig 1737
- Diss. de mitiganda furti poena ob restitutionem rei ablatae. Leipzig 1737
- Diss. an et quatenus certitudo corporis delicti in Processu criminali necessaria sit? Leipzig 1737
- Progr. OmneS conventionum divisiones et species, quae in iure Romano occurrunt (sola forte verborum obligatione excepta) etiam in foris nostris suam habere auctoritatem, probatur. Leipzig 1739
- Diss. de ratificatione confessionis per tormenta extortae. Leipzig 1739
- Diss. de proedna legum Justinianearum prae iure patrio antiquo in foris Germanorum. Leipzig 1739
- Kurze Anleitung, Gerichtsakta geschickt zu extrahiren, zum referiren, und eine Sentenz darüber abzufassen; zum Gebrauch seiner Zuhörer entworfen. Leipzig 1739, Halle 1740, Halle 1747, Halle 1762, Halle 1778, Halle 1795
- Progr. de successione spuriorum secundum Novellam 89 C. 12. Leipzig 1740
- Diss. de cauta publicatione sententiae criminalis. Leipzig 1741
- Diss. de manu militari. Leipzig 1742
- Progr. de casibus, in quibus etiam post acceptationem a conventione perfecta recedere permittitur. Leipzig 1744
- Diss. de Panniculariis (occ. L. 6. D. de bonis damnat.) ceterisque damnatorum bonis, ut et de expensis criminalibus e bonis reorum vel subditorum subministrandis. Leipzig 1745
- Diss. ad Artic. XXXI Constîtutionis Carolinae Criminalis, de nominatîone socii criminis Commentatio. Leipzig 1745
- Diss. de furto magno eiusque poena. Leipzig 1747
- Progr. de foro deprehensionis in iniuriis verbalibus. Leipzig 1747
- Progr. de Comitibus; occ. L. I. C. de Concil. Consistor. Leipzig 1748
- Diss. de Processu possessorio summariissimo, quaestiones duodenae. Leipzig 1748
- Diss. de poena iurare nolentium. Leipzig 1748
- Diss. de prohibitis documentorum signis; ad Tit, XXIV. §. 2. Ordin. Proc. Sax. Recogn. Leipzig 1748
- Diss. de lethalitate vulnerum et inspectione cadaveris post occisum hominem. Leipzig 1749
- Progr. de pecunia lustrica, an referenda sit ad peculium castrense, an ad profectitium ? Leipzig 1750
- Diss. de iure vini adusti. Leipzig 1753
- Progr. Praetor Romanus iniuiia vapulans. Leipzig 1753
- Diss. de reo sub tormentis specialiter non interrogando. Leipzig 1754
- Diss. de temperandis poenis ob imbecillitatem intellectus. Leipzig 1755
- Progr. de spatio temporis in citatione edictali concedendo. Leipzig 1755
- Diss. de furto qualificato. Leipzig 1759
- Progr. de prohibita iuramenti delatione. Leipzig 1761
- Progr. quot testes requirantur, si extraneo quid relinquatur in testamento parentum inter liberos. Leipzig 1762
- Progr. an maritùs in solutam prolapsus adulterami committat? Leipzig 1762
- Progr. in processu executivo quatenus locum habeat documentum, in quo nomen creditotis aut debitoris non est accurate expressum. Leipzig 1762